# Hørizøns
Hørizøns è il quarto album in studio del gruppo musicale tedesco Beyond the Black, pubblicato il 19 giugno 2020 dalla Napalm Records.

## Tracce
1. Horizons – 5:00
2. Misery – 3:44
3. Wounded Healer – 4:15
4. Some Kind of Monster – 4:21
5. Human – 5:09
6. Golden Pariahs – 3:35
7. Marching On – 4:01
8. You're Not Alone – 4:37
9. Out of the Ashes – 4:35
10. Paralyzed – 3:56
11. Coming Home – 4:42
12. I Won't Surrender (feat. Tina Guo) – 3:56
13. Welcome to My Wasteland – 3:49

Durata totale: 55:40

## Formazione
- Jennifer Haben – voce
- Chris Hermsdörfer – chitarra, cori
- Tobi Lodes – chitarra, cori
- Kai Tschierschky – batteria
- Stefan Herkenhoff – basso

## Classifiche
| Classifica (2020) | Posizione massima |
| ----------------- | ----------------- |
| Germania          | 3                 |